# Малые Щербаки
Малые Щербаки (укр. Малі Щербаки) — село Пятихатского сельского совета Васильевского района Запорожской области Украины. Основано в 1886 году. Село Малые Щербаки находится на расстоянии в 1 км от села Щербаки (Ореховский район) и в 3,5 км от села Степовое. Через село проходит автомобильная дорога Т-0812. Код КОАТУУ — 2320985807. Население по переписи 2001 года составляло 355 человек. Российские войска полностью разрушили село Малые Щербаки Васильевского района на Запорожье.